# کاجتان برونیفسکی
کاجتان برونیفسکی (انگلیسی: Kajetan Broniewski؛ زادهٔ ۶ مارس ۱۹۶۳) قایقران روئینگ اهل لهستان است.